# Kiss Kiss
Kiss Kiss is een nummer van de Amerikaanse zanger Chris Brown, in samenwerking met T-Pain. Het nummer werd uitgebracht op 18 september 2007 door het platenlabel Jive. Het nummer behaalde de 38e positie in de Billboard Hot 100 en de 1e positie in de UK Singles Chart.